# Luis Guillermo Vélez Trujillo
Luis Guillermo Vélez Trujillo (Medellín, Antioquia, 17 de junio de 1943 - Bogotá, 6 de febrero de 2007) fue un político, diplomático, economista y abogado colombiano. 
Fue miembro del Partido de la U y Partido Liberal Colombiano llegando a dirigir ambas organizaciones y elegido por elección popular para integrar el Senado de Colombia.

## Carrera profesional
Vélez Trujillo fue bachiller del Colegio San Ignacio de Medellín, estudió Ciencias Jurídicas, económicas y políticas en la Universidad Javeriana en Bogotá, obteniendo el doble título de abogado y economista. Inició su vida profesional en la Superintendencia Bancaria, como asesor jurídico y superintendente delegado, hasta 1973, cuando es designado por el presidente Misael Pastrana Borrero como gerente del Instituto Colombiano de Desarrollo Agropecuario (IDEMA), su primer cargo público de importancia. Finalizada la presidencia de Misael Pastrana incursionó en el periodismo como subdirector del diario vespertino bogotano El Espacio. En 1977 se vinculó a la política electoral haciendo parte del equipo político del dirigente antioqueño del Partido Liberal William Jaramillo Gómez, de quien fuera elegido suplente cuando el primero llegó en 1978 por primera vez al Senado de la República tras una reñida elección. [cita requerida]
En 1980, el presidente Julio César Turbay Ayala lo vincula a la carrera diplomática, llegando a ser Embajador de Colombia en el Reino de Noruega (1980-1983) y, posteriormente, bajo el mandato de Belisario Betancur ocupa el cargo de Embajador en El Salvador (1983-1985), donde juega un papel importante como representante de Grupo de Contadora en el incipiente proceso de paz en ese país centroamericano. Su carrera diplomática culmina cuando es nombrado ministro plenipotenciario en Estados Unidos (1988-1990), donde, en estrecha colaboración con el embajador Víctor Mosquera Chaux, logran ser instrumentales para la aprobación del Andean Trade Preferences Act por parte del congreso norteamericano. [cita requerida]
Regresó al país tras el ofrecimiento de varios dirigentes antioqueños del Partido Liberal para representarlos en el Senado, siendo elegido en diciembre de 1991, en las elecciones atípicas que se dieron tras la revocatoria del Congreso. Fue reelecto en 1994, 1998 y 2002, adquiriendo una preponderancia altísima dentro de su partido, como conductor de los debates de política económica. En 1999 es elegido Presidente de la Dirección Nacional del Partido Liberal, para un periodo de dos años, durante los cuales lidera la oposición al gobierno de Andrés Pastrana; en 2001 entrega la batuta del partido a Horacio Serpa a quien había reemplazado en 1999. [cita requerida]
Vélez Trujillo, entonces presidente de la Dirección Liberal Nacional, tuvo una fuerte confrontación ideológica con el entrante Director Nacional del INSTITUTO DEL PENSAMIENTO LIBERAL, el sociopolitólogo y columnista del diario El Tiempo Alpher Rojas Carvajal, cuando pretendió excluir del texto de los nuevos estatutos del Partido La expresión "El Partido Liberal es una coalición de matices de Izquierda democrática..." reduciéndola a "una coalición de matices", Rojas Carvajal hizo una amplia exposición histórica en defensa de la expresión "Izquierda democrática" y los delegados al congreso ideológico Liberal lo respaldaron derrotando por amplisima mayoría al presidente de la DLN.

## Congresista de Colombia
En las elecciones legislativas de Colombia de 1991, Vélez Trujillo fue elegido senador de la república de Colombia. Posteriormente en las elecciones legislativas de Colombia de 1994, 1998, 2002 y 2006, Vélez Trujillo fue reelecto senador.

### Iniciativas
El legado legislativo de Luis Guillermo Vélez Trujillo se identificó por su participación en las siguientes iniciativas desde el congreso:

- Declarar como patrimonio cultural de la Nación al Festival Internacional de Poesía de Medellín.[3]
- Crear la Ciudad-Región del Distrito Capital de Bogotá.[4]
- Reforma constitucional, en materia del régimen especial del distrito capital de Bogotá, relacionada con la congelación del número actual de integrantes del concejo distrital.[5]
- Modificar el artículo 323 de la Constitución Política -reducir o congelar el número actual de Concejales de Bogotá-.[6]
- Modificar la Constitución Política de Colombia, Título IX de las Elecciones y de la Organización Electoral, Capítulo I del Sufragio y de las Elecciones, artículo 258.[7]
- Adicionar a la Constitución Política de Colombia, Título VIII de la Rama Judicial, Capítulo III de la Jurisdicción Contencioso-Administrativa (Archivado).[8]
- Modifica la ley 756 de 2002, se establecen criterios de distribución.[9]
- Incorporar a la red nacional de carreteras una vía ubicada en la zona de Urabá, departamento de Antioquia y las cabeceras de los ríos sinú y san Jorge, departamento de Córdoba.[10]
- Modificar las funciones de las comisiones de regulación de servicios públicos domiciliarios.[11]
- Expedir normas referentes al otorgamiento de créditos para salarios de trajadores, pensionados.[12]

## Carrera política
Su trayectoria política se ha identificado por:

### Partidos políticos
A lo largo de su carrera ha representado los siguientes partidos:
| Partido político | Fecha Inicio       | Fecha Fin            |
| Partido de la U  | 1 de julio de 2004 | 6 de febrero de 2007 |
| Partido Liberal  | 1 de enero de 1998 | 1 de julio de 2004   |

### Cambio al partido de la U
Tras las elecciones presidenciales de 2002, que Serpa pierde por segunda vez, el senador Vélez empieza a alejarse de la posición oficial de su partido, de oposición al gobierno de Álvaro Uribe Vélez, y participa en el grupo de "Los Coincidentes", parlamentarios liberales que deciden apoyar las propuestas de Uribe. Tras respaldar el proyecto de reelección inmediata del presidente en 2004, es suspendido como liberal por el tribunal disciplinario de su Partido, junto a otros ocho senadores. Decide junto a la mayoría de sus colegas suspendidos renunciar al Partido Liberal, y a fines de 2005 participa en la fundación del Partido de la U (Partido Social de Unidad Nacional), como plataforma política de los seguidores del presidente Uribe, a quien apoya en su exitosa campaña de reelección en 2006, tras obtener su propia reelección en el Senado dos meses antes. Tras instalarse el nuevo gobierno y el nuevo congreso, es elegido como codirector de su partido junto a la senadora Martha Lucía Ramírez. Pero pese a sus intentos de organizar al naciente partido, el desorden de sus colegas los obliga a renunciar en octubre del mismo año, siendo sucedidos por Carlos García Orjuela.[cita requerida]
En enero de 2007 empieza a buscar la organización del uribismo en Antioquia con miras a las elecciones regionales de octubre, y estando en esas actividades, el 3 de febrero, a su regreso de Medellín, sufre un infarto cardiaco. El Senador Vélez Trujillo fallece tres días después en el Hospital Cardio infantil de la ciudad de Bogotá. El presidente Uribe decreta dos días de duelo nacional.

### Cargos públicos
Entre los cargos públicos ocupados por Luis Guillermo Vélez Trujillo, se identifican:
| Cargo público           | Partido político | Fecha Inicio            | Fecha Fin            |
| Senador de la República | Partido de la U  | 20 de julio de 2006     | 6 de febrero de 2007 |
| Senador de la República | Partido de la U  | 20 de julio de 2002     | 19 de julio de 2006  |
| Senador de la República | Partido Liberal  | 20 de julio de 1998     | 19 de julio de 2002  |
| Senador de la República | Partido Liberal  | 20 de julio de 1994     | 19 de julio de 1998  |
| Senador de la República | Partido Liberal  | 12 de diciembre de 1991 | 19 de julio de 1994  |